# تشنی
تشنی (به مجاری:  Téseny) یک منطقهٔ مسکونی در مجارستان است که در بارانیا واقع شده‌است.